# Buridans Esel

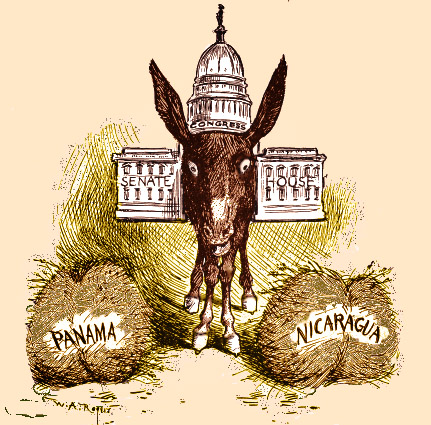
Karikatur aus dem 19. Jahrhundert zur US-Politik. Die Regierung muss wirtschaftliche Einbußen hinnehmen, weil sie sich nicht entscheiden kann, einen Kanal durch Panama oder durch Nicaragua zu bauen.

Buridans Esel ist ein philosophisches Gleichnis, das auf den persischen Philosophen Al-Ghazālī (1058–1111) zurückzuführen ist. In seinem Hauptwerk Die Inkohärenz der Philosophen schreibt er:

„Wenn ein durstiger Mann auf zwei verschiedene Becher Wasser zugreifen kann, die für seine Zwecke in jeder Hinsicht gleich sind, müßte er verdursten, solange einer nicht schöner, leichter oder näher an seiner rechten Hand ist […].“

Das Buridansche Paradoxon beschreibt eine ähnliche Situation, die systemisch einen Deadlock darstellt:

„Ein Esel steht zwischen zwei gleich großen und gleich weit entfernten Heuhaufen. Er verhungert schließlich, weil er sich nicht entscheiden kann, welchen er zuerst fressen soll.“

## In der Antike
Bereits Anaximander ging davon aus, dass die Erde aufgrund ihrer kosmischen Äquidistanz an ihrer Stelle verharren würde. Auch Platon lässt Sokrates auf diese Art und Weise erklären, weshalb die Erde bewegungslos sei.

## Bei Buridan
Die Rolle in der Philosophie und die Rezeption von Buridans Esel ist auf mehreren Ebenen diffus, beginnend damit, dass ein Gleichnis mit einem Esel nicht in den Schriften von Johannes Buridan (14. Jahrhundert), nach dem es benannt ist, nachzuweisen ist.
Buridan fragt in seiner Diskussion der Nikomachischen Ethik des Aristoteles: „Wäre der Wille, vor zwei vollständig identische Alternativen gestellt, in der Lage, eine Alternative der anderen vorzuziehen?“ Buridan beantwortet diese Frage negativ und erhärtet seine Position am Beispiel eines Wanderers an einer Weggabelung und eines in Seenot geratenen Seglers, der entscheiden muss, ob er seine Ladung aufgibt. Man geht heute davon aus, dass Buridans Gegner das obige Gleichnis vom Esel geprägt haben, um diese Position als absurd dastehen zu lassen.
Eine analoge Textstelle findet sich jedoch in Buridans Kommentar zu Über den Himmel (Peri Uranu, ebenfalls von Aristoteles), wo Buridan von einem Hund schreibt, der sich nicht zwischen zwei Nahrungsquellen entscheiden kann. Wiederum verwirrenderweise geht es in diesem Originaltext von Aristoteles um „ein[en] Strang Haare, der unter starkem Zug von beiden Seiten nicht zerreißt, und [um] ein[en] Mann, der zwischen Essen und Trinken stehend verenden muss, weil er genau gleichermaßen hungrig und durstig ist.“

## Neuzeitliche Rezeptionen

### Spinoza
In seiner Schrift Die Ethik greift Spinoza die Argumentation auf, wo es ihm darum geht zu erläutern, weshalb der menschliche Wille, verstanden als die Fähigkeit des Menschen zur aktiven Zustimmung und Beurteilung, mit seinem Verstand, als die einzelne Daseinsform des Denkens, zusammenfalle. In diesem Zusammenhang diskutiert er die Frage nach der Willensfreiheit und kommt zu dem deterministischen Schluss, dass unter exakt gleichen Bedingungen jegliche Spontanität des Willens auszuschließen, keine Zustimmung für eine der beiden Seiten möglich wäre.

„Wenn der Mensch nicht aus Freiheit des Willens handelt, was wird dann geschehen, wenn er sich im Gleichgewicht befindent, wie Buridans Esel? Wird er nicht vor Hunger und Durst umkommen? – [… So erkläre ich], vollständig zuzugeben, dass ein Mensch in einem solchen Gleichgewicht […] vor Hunger und Durst umkommen wird.“

### Leibniz
Bei gleicher Problemstellung thematisiert auch Leibniz das Freiheitsproblem, kommt aber, anders als Spinoza, zu einem kompatibilistischen Schluss. Die Willensfreiheit besteht nach ihm in der ‹Spontanität des vernunftbegabten Wesens›, sich für eine unter vielen Möglichkeiten zu entscheiden. Formal, aus rein logischer Erwägung, müsste der Esel zwar verhungern; doch wird es tatsächlich niemals zu einer solchen Situation kommen können: sie widerspricht dem Satz von der Identität ununterscheidbarer Dinge. Gott würde eine solche Situation niemals erschaffen, weil diese Doppelung (‚simultane identische mögliche Welten‘) sinnlos wäre. Das heißt, Gott hätte die Doppelung ohne ‹zureichenden Grund› geschaffen, und das wiederum würde dem Satz vom zureichenden Grund widersprechen.

„Aus diesem Grund ist auch der Fall mit dem Esel Buridans zwischen zwei Weideplätzen, die ihn gleichmäßig anziehen, eine Erdichtung, die im Universum und in der Ordnung der Natur nicht vorkommen kann, […]. Wenn der Fall möglich wäre, so müsste man allerdings sagen, dass der Esel sich Hungers sterben lassen würde, im Grunde jedoch behandelt die Frage das Unmögliche, wenigstens wenn Gott nicht ausdrücklich einen solchen Fall ins Dasein ruft. Denn das Weltall kann nicht durch eine vertikale, den Esel der Länge nach in der Mitte durchschneidenden Ebene in zwei Hälften zerlegt werden, so dass in beiden Teilen alles gleich und ähnlich wäre.“